# Голюб-Добжинь
Го́люб-До́бжинь (пол. Golub-Dobrzyń) — місто в центральній Польщі, на річці Дрвенця.
Адміністративний центр Голюбсько-Добжинського повіту Куявсько-Поморського воєводства.
У місті є замок, відомий ще з XIII століття.

## Демографія
Демографічна структура станом на 31 березня 2011 року:
|          | Загалом | Допрацездатний вік | Працездатний вік | Постпрацездатний вік |
| -------- | ------- | ------------------ | ---------------- | -------------------- |
| Чоловіки | 6208    | 1281               | 4435             | 492                  |
| Жінки    | 6751    | 1319               | 4129             | 1303                 |
| Разом    | 12959   | 2600               | 8564             | 1795                 |